# Hundekotbeutel

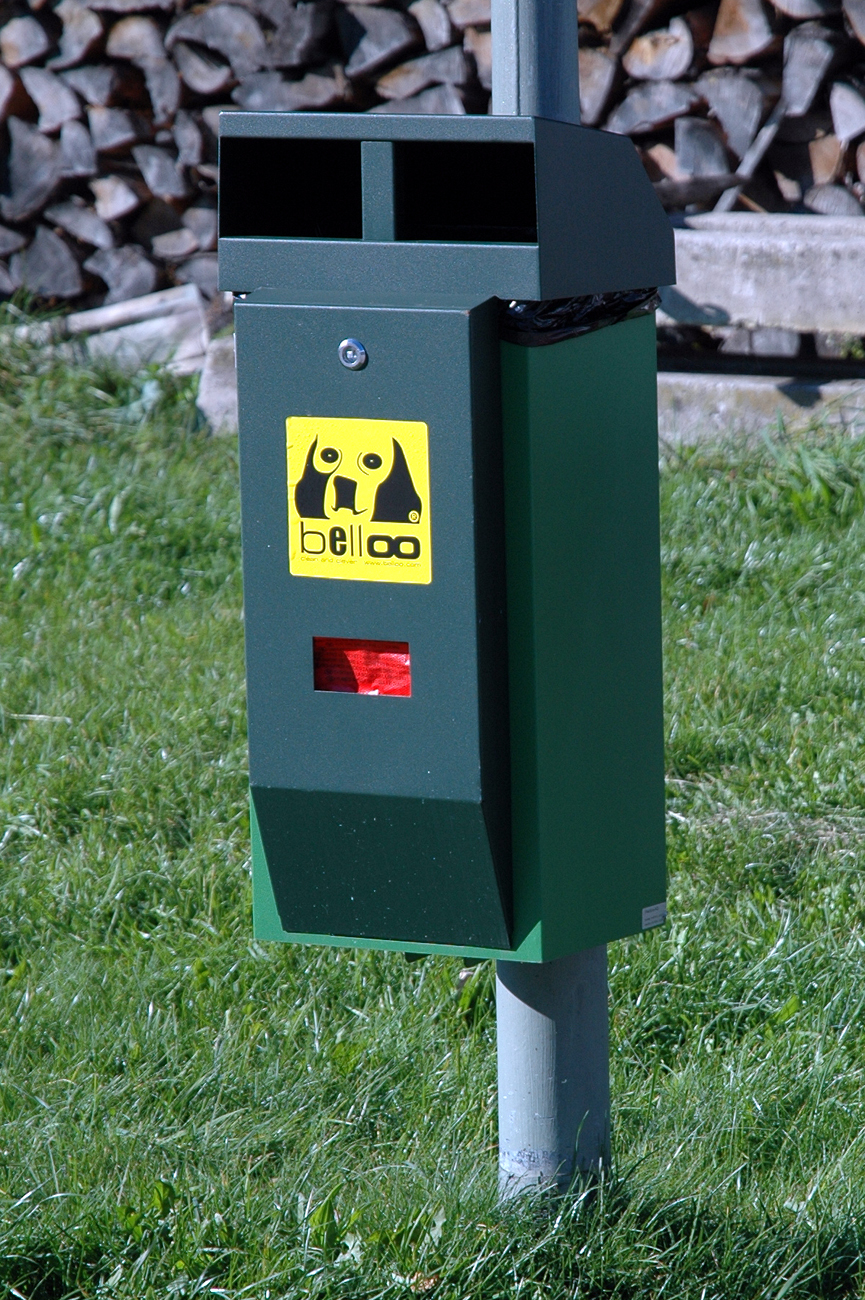
Kombinierter Hundekotbeutelspender und Abfalleimer

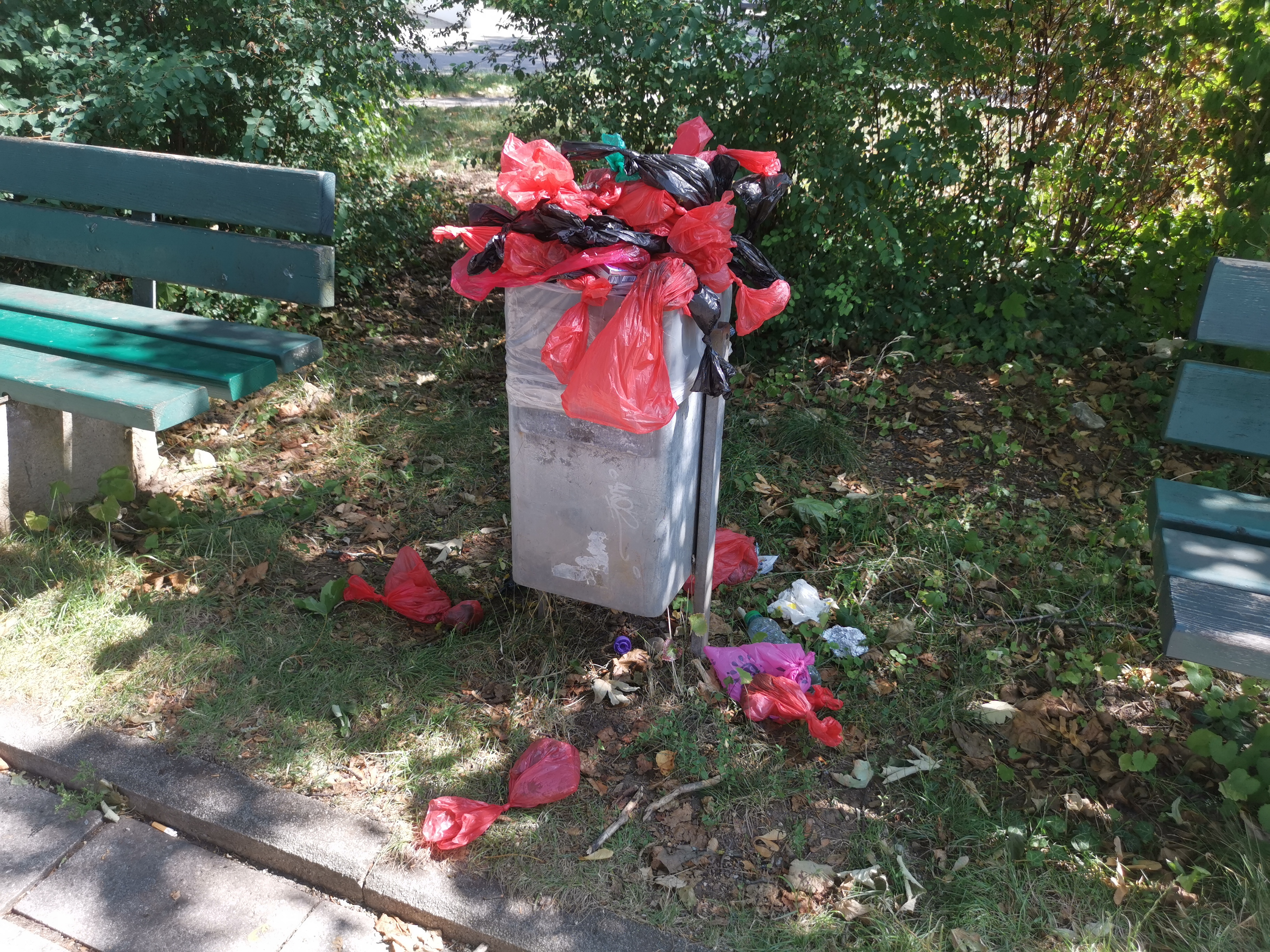
Mit Hundekotbeuteln überfüllter Abfallbehälter in München (2023)

Ein Hundekotbeutel (auch Hundekottüte, in der Schweiz auch Robidog-Säckli) ist eine Tüte, in der Hundehalter den Hundekot ihrer Tiere aufsammeln. Im öffentlichen Raum werden Hundekotbeutelspender (auch: Hundetütenspender) zur Entnahme und Entsorgung von Beuteln als Maßnahme gegen Vermüllung aufgestellt. Sie können Bestandteil von Hundeklos sein. Die Beutel werden aus verschiedenen Materialien hergestellt, es gibt auch Varianten aus biologisch abbaubarem Kunststoff.

## Weitere Bezeichnungen
In Österreich wurde der Spruch „Nimm ein Sackerl für mein Gackerl“ (Gackerl für Hundekot) einer Kampagne der Stadt Wien 2006 zum Spruch des Jahres gewählt, da er „für eine sehr banale, aber dennoch wichtige Sache Werbung“ mache und durch Reim und syntaktische Parallelität den Spruch „zu einem einprägsamen und gelungenen Sprachspiel“ macht. In der Schweiz werden Behälter für Hundekotbeutel mit dem Deonym Robidog und Beutel als Robidog-Säckli bezeichnet.